# Partia Pracy (Wielka Brytania)
Partia Pracy (ang. Labour Party), potocznie laburzyści (czyt.: lejburzyści) – brytyjska centrolewicowa, socjaldemokratyczna partia polityczna powstała w lutym 1900 r. ze zjednoczenia Niezależnej Partii Pracy, Towarzystwa Fabiańskiego i Federacji Socjaldemokratycznej; do 1906 roku pod nazwą Komitet Przedstawicielstwa Robotniczego (Labour Representation Comittee).

## Ideologia
Partia Pracy została utworzona jako polityczna, parlamentarna reprezentacja związków zawodowych. Oficjalnie miano „socjalistycznej” zyskała na mocy klauzuli partii z 1918 roku (Klauzula IV). Według klauzuli socjalizm postrzegany był jako zobowiązanie do „własności wspólnej” i nacjonalizacji „środków produkcji, dystrybucji i wymiany”. Gdy po II wojnie światowej blisko jedna trzecia brytyjskiego przemysłu znajdowała się w rękach państwa (aż do lat 80.), partia do końca lat 50. odrzuciła postulat uspołecznienia, do zrewidowania programu doszło w dużej mierze dzięki pracy The Future of Socialism (1956) Anthony’ego Croslanda – w swojej pracy przedstawił on reformistyczną drogę, którą jego zdaniem powinna obrać Partia Pracy. Jako pierwszy Klauzulę IV usunąć chciał Hugh Gaitskell, jednak jego próba z 1959 roku nie powiodła się, ostatecznie klauzulę usunął Tony Blair w latach 90. XX wieku.
Historycznie zauważalny był duży wpływ ekonomii keynesowskiej, partia domagała się redystrybucji bogactw i zwiększenia interwencjonizmu gospodarczego. W manifeście wyborczym z października 1974 roku model opodatkowania postrzegany był jako środek do realizacji redystrybucji bogactw. Następnie partia zwróciła się w stronę budowy państwa opiekuńczego z rozbudowanym systemem ochrony zdrowia i praw pracowniczych.
Od późnych lat 80. partia przyjęła politykę wolnorynkową, przez co wielu obserwatorów opisuje obecną Partię Pracy jako socjaldemokratyczną lub partię trzeciej drogi (dawniej partia opisywana była jako demokratyczno-socjalistyczna). Według jeszcze innych komentatorów zmiany w Partii Pracy zaszły tak daleko, że niemożliwe jest opisanie jej jako partii socjaldemokratycznej.
Partyjne manifesty wyborcze od 1992 roku nie zawierają terminu socjalizm. Nowa wersja klauzuli IV w dalszym ciągu potwierdza przynależność Partii Pracy do ruchu socjalizmu demokratycznego. W miejsce publicznej własności przemysłu laburzyści domagają się modelu konkurencyjnego i rynkowego.
Laburyzm nigdy nie kierował się jak inne ruchy socjaldemokratyczne poprzez rewizję marksizmu, jest to związane z odrębnym rodowodem linii laburzystowskiej; jak twierdził Harold Wilson: laburyzm „czerpie daleko więcej z nauk Kościoła metodycznego aniżeli marksizmu”.
Według A.W. Benna „marksizm był od najwcześniejszego okresu otwarcie akceptowany przez Partię Pracy jako jedno z wielu źródeł inspiracji dla ruchu robotniczego, akceptowany wespół, choć w dużo mniejszym stopniu – z chrześcijańskim socjalizmem, owenizmem, tradeunionizmem czy nawet radykalnym liberalizmem”.

### Antykomunizm
Złożonym stanowiskiem przez cały okres zimnej wojny był stosunek Partii Pracy do ruchu komunistycznego, stosunek ten charakteryzowała swoista dwoistość. Z jednej strony partyjni teoretycy odcinają się od marksizmu w sferze ideologicznej, a z drugiej podkreślają odrębność stanowiska antykomunistycznego od pozycji zajmowanych przez ideologów prawicy. O ile w większości partii socjaldemokratycznych Europy Zachodniej stosunek do lokalnej partii komunistycznej zajmuje naczelne miejsce w problematyce wewnątrzpartyjnej, w Wielkiej Brytanii zjawisko to nie istnieje; o ile w Europie Zachodniej zarówno partie socjalistycznie i komunistyczne cieszą się dużym poparciem społecznym, to Brytyjska Partia Komunistyczna i jej komunistyczne następczynie nie cieszyły się dużym poparciem, aż w końcu zostały zmarginalizowane.
Zdaniem Janusza W. Gołębiowskiego model stosunku Partii Pracy do komunistów jest prawicowo-antykomunistyczny. Partia komunistyczna już od 1920 roku starała się o przyjęcie jej w skład członków Partii Pracy, ale za każdym razem prośby o sojusz lub akces do partii były przez laburzystów odrzucane. Już w 1925 roku kierownictwo laburzystów zakazało terenowym oddziałom Partii Pracy na powierzanie członkom partii komunistycznej funkcji w związkach zawodowych czy stowarzyszeniach robotników, co było na tyle istotne, że w latach 70. zarysował się udział komunistów w ruchu związkowym, co dość mocno umożliwiło uchylenie w 1972 roku przez Radę Generalną TUC dotychczasowego zakazu wybierania członków partii komunistycznej na delegatów zjazdów związków zawodowych.
W międzynarodowym ruchu socjalistycznym Partia Pracy należy do grupy najbardziej negatywnie odnoszących się do rodzimych partii komunistycznych. Przy tym partia nie kwestionuje współpracy innych partii socjalistycznych z komunistami z własnych krajów.
Antykomunistyczne stanowisko zajmuje większość prawicy jak i lewicy partii. Bardziej elastyczne stanowisko partia zajmowała na płaszczyźnie międzynarodowej, na której w okresie zimnej wojny deklarowała gotowość do nawiązania stosunków z partiami komunistycznymi i państwami bloku wschodniego w okresie nasilenia tendencji eurokomunizmu, uważając to za element procesów odprężeniowych między blokami zimnej wojny.

## Historia

### Geneza
Do ukształtowania się w brytyjskim ruchu robotniczym nurtu laburzystowskiego doszło na przełomie lat wieku XIX i XX.
Początki Partii Pracy sięgają końca XIX wieku, co związane było z potrzebą budowy partii politycznej reprezentującej interesy proletariatu miejskiego, który gwałtownie przybrał na liczebności. Wielu członków związków zawodowych było zainteresowanych działalnością stricte polityczną, a po wyborach w 1867 i 1885 do parlamentu dostało się kilku kandydatów robotniczych popieranych przez Partię Liberalną. Kandydaci tacy określani byli jako Lib-Lab (Liberal Labour). Pierwszym z takich kandydatów, którzy dostali się do parlamentu, był George Odger, który dostał się do Izby Gmin z okręgu Southwark w wyborach w 1870 roku. W tym czasie powstało kilka małych grup o profilu socjalistycznym, wśród których narodziły się pomysły zjednoczeniowe. Grupami takimi były: Niezależna Partia Pracy (założona w 1893 roku), Towarzystwo Fabiańskie (1884), marksistowska Federacja Socjaldemokratyczna (1881) i Szkocka Partia Pracy. Towarzystwo Fabiańskie skupiało intelektualistów, laburzystowskich działaczy politycznych, literatów etc. Filozofia Towarzystwa zakładała zmienianie stosunków społecznych na drodze pokojowej i reformistycznej. Nazwa Towarzystwa sugerowała przejęcie taktyki rzymskiego dowódcy Fabiusza Kunktatora.
W wyborach powszechnych w 1895 roku Niezależna Partia Pracy wystawiła 28 kandydatów, partia uzyskała tylko 44.325 głosów. Lider partii Keir Hardie uważał, że aby osiągnąć sukces w wyborach parlamentarnych, konieczne będzie połączenie się z innymi grupami lewicowymi. Hardie zyskał sławę jako świecki kaznodzieja, stąd też w 1950 roku Sekretarz Generalny partii Morgan Phillips stwierdził, że „socjalizm w Wielkiej Brytanii zawdzięcza więcej metodyzmowi niż Marksowi”.
Brytyjski socjalizm zaczął robić postępy w samorządzie lokalnym. W 1892 roku Frederick William Jowett (członek Niezależnej Partii Pracy) został pierwszym socjalistą wybranym do Bradford City Council. Kilka miesięcy później Jowett założył oddział Niezależnej Partii Pracy w tym mieście. Jako członek rady Bradford, Jowett przeprowadził kilka reform, które zaczęły naśladować inne samorządy. Na przykład w 1904 roku Bradford jako pierwszy samorząd lokalny w Wielkiej Brytanii zapewnił w szkołach darmowe posiłki i przeprowadził kampanię na rzecz zastępowania slumsów nowymi domami.
W 1898 roku rada w West Ham stała się pierwszą laburzystowską radą w Wielkiej Brytanii. Administracja laburzystów realizowała program mający objąć proletariat ochroną publiczną, rada zapewniła pracownikom wypłatę pensji, godne warunki i poprawę bezpieczeństwa w pracy. W West Ham wprowadzono ośmiogodzinny dzień pracy, płacę minimalną i dwutygodniowy urlop przypadający raz w roku. Laburzystowska rada utraciła większość po dwóch latach, jednak jej działania pokazały możliwość skutecznego działania laburzystów w samorządzie.
W 1899 roku postępowe partie liberalne oraz partie wywodzące się z Towarzystwa Fabianów przejęły władzę w London County Council. Po raz pierwszy rada miejska Londynu znalazła się pod wpływami socjalistów. Składająca się z socjalistów rada doprowadziła do realizacji programu komunalizacji, z jej inicjatywy powstały pierwsze mieszkania socjalne w historii Anglii, zwiększono także wydatki publiczne na usługi takie jak straż pożarna. W tym czasie wzrosła liczba łaźni publicznych, parków, poprawiono system ścieków, poszerzono i utwardzono drogi, a w 1897 roku otwarty został Blackwall Tunnel łączący Isle of Dogs z Greenwich. Kobieca Liga Pracownicza przed wybuchem I wojny światowej otworzyła w Kensington klinikę dziecięcą.

### Początki działalności

#### Komitet Reprezentacji Pracujących
W 1899 roku Thomas R. Steels, członek Zjednoczonego Towarzystwa Pracowników Kolejowych z Doncaster, zaproponował w swoim oddziale związkowym organizację specjalnej konferencji Kongresu Związków Zawodowych (federacji związków Anglii i Walii powstałej w 1868 roku), na której połączone zostaną różne grupy i organizacje lewicowe, tak, aby utworzyły one jeden organ, który sponsorować będzie udział kandydatów robotniczych w wyborach parlamentarnych. Wniosek Steelsa przekazany został do kierownictwa TUC, a zaproponowana przez niego konferencja odbyła się w Farrigdon Memorial Hall w dniu 26 i 27 lutego 1900 roku. W spotkaniu udział wzięło szerokie spektrum organizacji robotniczych i lewicowych - reprezentanci związków stanowili około jedną trzecią delegatów.
Po debacie 129 delegatów skupionych wokół Keira Hardie z Niezależnej Partii Pracy powołało Komitet Reprezentacji Pracujących. Nowa organizacja miała za zadanie wspierać kandydatów wystawianych przez związki zawodowe i reprezentujących przedstawicieli klasy robotniczej. Sekretarzem nowego ugrupowania wybrany został członek Niezależnej Partii Pracy, Ramsay MacDonald. W październiku 1900 roku odbyły się pierwsze wybory z udziałem Komitetu Reprezentacji Pracujących. Wydatki na wybory wyniosły jedynie 33 funty, za te pieniądze sponsorowano kampanię 15 kandydatów, z czego dwóch z nich dostało się do parlamentu - byli to Keir Hardie z Merthyr Tydfil i Richard Bell z Derby.
Poparcie dla Komitetu wzmocnił konflikt między strajkującymi kolejarzami a spółką kolejową, mający miejsce w 1901 roku. Spór skończył się nakazem zapłaty 23000 funtów odszkodowania za straty z okresu strajku, karę tę w całości opłacić mieli związkowcy. Decyzja podjęta została za zgodą konserwatywnego premiera Arthura Balfoura, który niespodziewanie stanął po stronie przemysłowców (dotychczas przemysłowcy stanowili tradycyjnego sojusznika Partii Liberalnej). Decyzja Balfoura w oczach wielu robotników objawiła się jako brak troski o pracowników i ich problemy.
W wyborach w 1906 roku Komitet zdobył 29 miejsc - na korzyść laburzystów wpłynął pakt pomiędzy Ramsayem MacDonaldem a liderem liberałów, 1. wicehrabią Gladstone Herbertem Gladstonem. Tajny pakt liberałów i socjalistów miał na celu uniknięcie rozbicia głosów pomiędzy laburzystów a Partię Liberalną i wspólne odsunięcie od władzy konserwatystów.

### Wczesna działalność Partii Pracy
W czasie pierwszego kongresu po wyborach 1906 roku Komitet oficjalnie zmienił nazwę na „Partia Pracy”. Przewodniczącym frakcji parlamentarnej partii został Keir Hardie (w praktyce lider partii). Hardie po kilku głosowaniach wygrał jednym głosem z kontrkandydatem, Davidem Shackletonem. Jednym z pierwszych działań nowego rządu liberałów, wspieranego przez laburzystów, było cofnięcie wyroku z 1901 roku (w sprawie konfliktu strajkujących kolejarzy z przemysłowcami). W 1906 roku Partia Pracy odnotowała pierwszy sukces legislacyjny – socjalistom udało się przeforsować projekt posła Freda Jowetta o dostarczaniu posiłków w szkołach.
Laburzystowscy parlamentarzyści przeforsowali też ustawy wprowadzające odszkodowania robotnicze (1906), ośmiogodzinny dzień pracy, emerytury i obowiązkowe kontrole lekarskie w szkołach państwowych (1908).
Przeprowadzenie reform socjalnych było wynikiem nieformalnego sojuszu laburzystowsko-liberalnego z 1906 roku. Sojusz kontynuowano po wyborach z 1910 roku, w których laburzyści zdobyli 42 mandaty w Izbie Gmin. W 1911 roku wprowadzono ubezpieczenia zdrowotne.
Partia Pracy od początku działała w ścisłej współpracy ze związkami zawodowymi. W 1909 roku uchwalono prawo, na mocy którego związki zawodowe nie mogły finansować partii politycznych, prawo to jednak uchylono w 1913 roku na skutek protestów ze strony największych związków. Statut przewiduje członkostwo indywidualne i zbiorowe (do 1918 roku wyłączne). Członkostwo indywidualne posiada ok. 300 000 osób, a na zasadzie członkostwa zbiorowego do partii należy ok. 5,3 mln osób. Do Partii Pracy należy większość ze związków zawodowych zrzeszonych w Kongresie Związków Zawodowych (TUC), a także wiele innych stowarzyszeń i ugrupowań.
W 1918 roku Sidney Webb opracował program Praca i nowy porządek społeczny. Zamieścił w nim postulaty budowy socjalizmu, współzarządzania ziemią, kopalniami węgla, energetyką i koleją. Socjalne stanowisko przyjęte w dokumencie oznaczało koniec sojuszu z liberałami. Tendencja ta związana była z falą rewolucyjną ogarniającą ówczesny świat.

#### W samorządzie lokalnym
W 1914 roku w radach miejskich różnego rodzaju (nie wliczając kilku radnych w wiejskich obszarach górniczych, członków rad dzielnicowych i parafialnych) zasiadło około 420 przedstawicieli laburzystów. Głównymi problemami poruszanymi przez laburzystów była polityka edukacyjna, żywieniowa, medyczna, szczególną wagę w samorządach przywiązywano do wprowadzenia ośmiogodzinnego dnia pracy, polepszenia warunków pracowników komunalnych i świadczeń dla bezrobotnych.
W niektórych regionach (szczególnie Birmingham i Glasgow) laburzystowskie samorządy działały na rzecz budowy mieszkań komunalnych, przebudowy dzielnic slumsów oraz poprawy sytuacji niższych klas społecznych, osób niepełnosprawnych i starszych. Czołowym przedsięwzięciem lewicowego samorządu było tworzenie obiektów łączących cechy przedsiębiorstw i budynków publicznej służby zdrowia w obecnym wydaniu.

### W okresie międzywojennym
W okresie międzywojennym Partia Pracy zaczęła przejmować pozycję Partii Liberalnej jako jednej z dwóch głównych partii. Już w wyborach w 1922 roku partia zajęła drugie miejsce, a w 1924, a następnie w latach 1929-1935, tworzyła rząd pod przewodnictwem Jamesa Ramsaya MacDonalda – początkowo mniejszościowy z poparciem liberałów. Po krachu na giełdzie amerykańskiej w 1929 roku świat ogarnął Wielki Kryzys. MacDonald i jego zwolennicy uzgodnili utworzenie rządu narodowego z liberałami i konserwatystami. Większa część laburzystów uznała to za zdradę, odchodząc z partii. Założyli oni ugrupowanie pod nazwą Narodowa Organizacja Pracy.

### Po 1945 roku

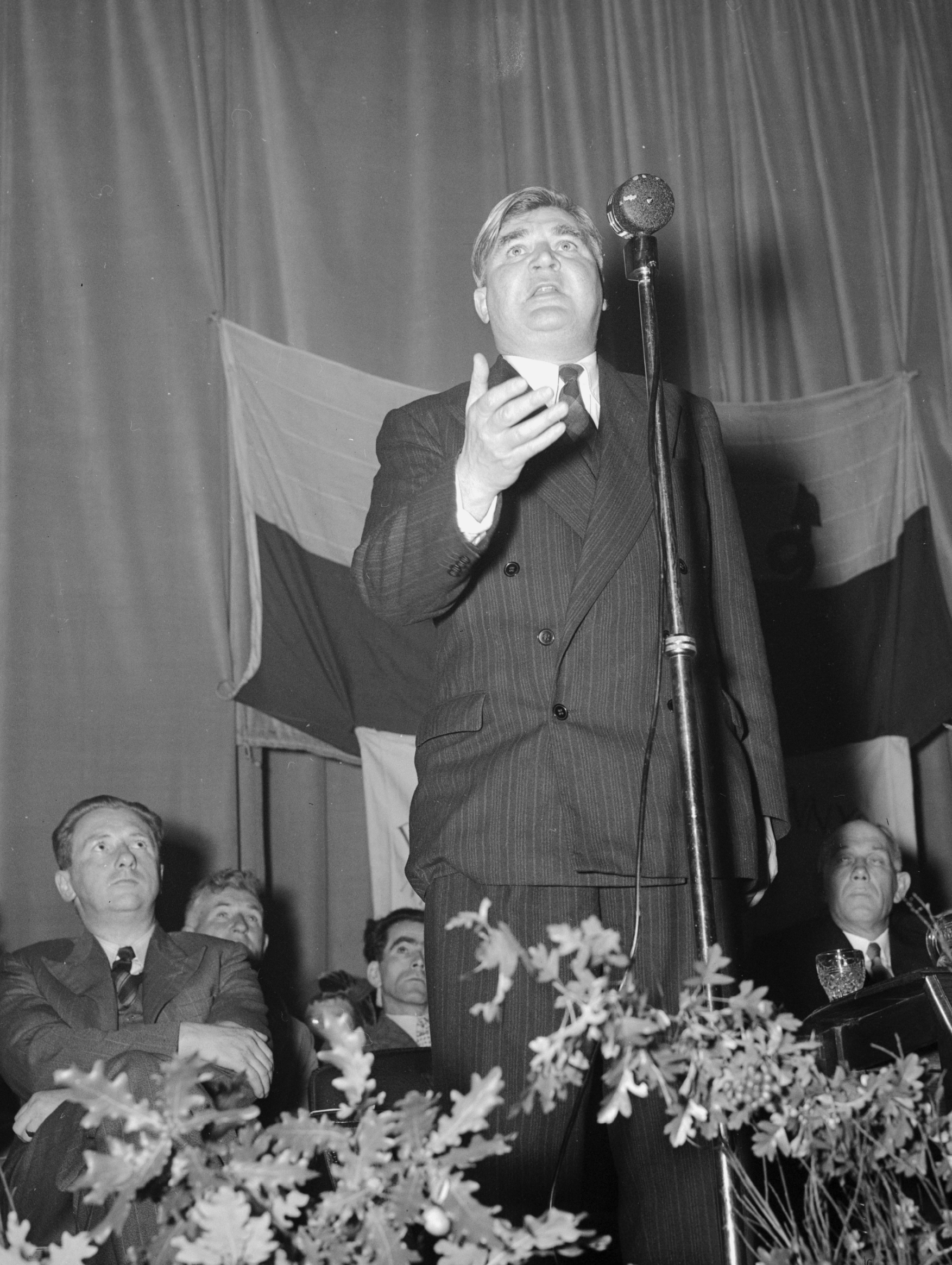
Aneurin Bevan

Po wybuchu II wojny światowej Partia Pracy wspierała uczestnictwo Wielkiej Brytanii w koalicji. Laburzyści dołączyli do rządu jedności narodowej z Partią Konserwatywną i Liberalną oraz zgodzili się na niekonkurowanie ze sobą w wyborach. W 1945 roku laburzyści po raz pierwszy sformowali jednopartyjny rząd większościowy pod przewodnictwem Clementa Attleego, który wprowadził radykalne reformy gospodarcze, nacjonalizując wiele gałęzi przemysłu, reorganizując system podatkowy, ubezpieczeń społecznych i służbę zdrowia. Partia Pracy pomimo zwycięstwa w wyborach straciła władzę w 1951 roku. W 1955 roku nowym liderem partii wybrany został przedstawiciel prawicowego skrzydła partii Hugh Gaitskell, pokonując w głosowaniu Aneurina Bevana. Konflikt między zwolennikami Gaitskella i Bevana był bardziej konfliktem na tle osobowości niż ideologii, tarcia zostały zażegnane, gdy przewodniczącym wybrany został Harold Wilson, zwolennik Bevana.
W latach 60. ówczesny przywódca Partii Pracy – Hugh Gaitskell – zreformował partię, rezygnując z radykalnych haseł socjalistycznych (rethinking socialism) i ograniczając rolę związków zawodowych. Laburzyści tworzyli jeszcze rząd w latach 1964–1970 i 1974–1976 (premier Harold Wilson) oraz 1976–1979 (James Callaghan), po czym pozostawali w opozycji przez 18 lat. Partia nie potrafiła podczas tego okresu sformułować odpowiednio atrakcyjnego programu alternatywnego wobec taczeryzmu. Po klęsce w 1979 roku lider partii James Callaghan utrzymywał równowagę między lewą (Tony Benn) i prawą (Roy Jenkins) frakcją partii. W 1980 roku Callaghan został zastąpiony przez Michaela Foota, przedstawiciela lewicowego skrzydła partii, dystansującego się co prawda od radykalnego Tony’ego Benna. W 1981 roku doszło do rozłamu w Partii Pracy, w wyniku którego prawicowe skrzydło partii założyło Partię Socjaldemokratyczną, która w 1988 roku wraz z Partią Liberalną weszła w skład socjalliberalnej partii Liberalni Demokraci.

### Lata 80. i 90.
Wybory w 1983 roku okazały się najgorszymi od 1918 roku wyborami dla laburzystów. W tym okresie kierownictwo partii lawirowało między umiarkowaną frakcją skupioną wokół magazynu Tribune i frakcją radykalną związaną z Tonym Bennem i parlamentarnym klubem Socialist Campaign Group. W roku 1982 laburzystom udało się zdobyć kontrolę nad Liverpool City Council i prowadzić tam politykę przeciwstawną wobec rządowych cięć budżetowych; podobną politykę prowadził Ken Livingstone z Londynu. W tym okresie powstał termin „komunalny socjalizm”, opisujący działania laburzystowskich władz lokalnych, stanowiących kontrast wobec panujących w kraju neoliberalnych reform. W wyborach wewnątrzpartyjnych zwycięstwo odniósł Neil Kinnock, który postanowił położyć kres podziałom w partii, osłabiając wpływy frakcji lewicowych.
Partia Pracy powróciła do władzy dopiero w 1997 roku pod przewodnictwem Tony’ego Blaira, który dokonał zdecydowanej modernizacji partii w kierunku tzw. trzeciej drogi. Laburzyści w pełni zaakceptowali zasady wolnorynkowe, zmniejszyli uzależnienie od związków zawodowych, zapowiadali reformy ustrojowe (autonomia dla Szkocji i Walii – zrealizowana od 1997 roku, zlikwidowanie dziedziczności w Izbie Lordów – od 1999 roku).

### XXI wiek
W 2001 roku Partia Pracy ponownie wygrała wybory, uzyskując 40,7% głosów, w 2005 zwyciężyła, uzyskując 36% głosów
W wyborach w 2010 roku przegrała z Partią Konserwatywną, uzyskując 29% głosów (2. wynik) i 258 mandatów w Izbie Gmin. Ugrupowanie wygrało wybory lokalne w 2012, na łączną liczbę 128 brytyjskich hrabstw laburzyści zdobyli przewagę w radach 75 hrabstw.
W 2015 roku, po kolejnych przegranych wyborach, kierownictwo nad partią przejął radykalnie lewicowy Jeremy Corbyn.
Partia Pracy jest członkiem Partii Europejskich Socjalistów oraz Międzynarodówki Socjalistycznej.
W 2019 roku Partia Pracy zaproponowała 4 dniowy tydzień pracy (32 godzin pracy w tygodniu traktowane jako cały etat).
W 2024 roku Partia Pracy zwyciężyła w wyborach, znacząco osłabiając pozycję Partii Konserwatywnej. Niektóre media określiły porażkę konserwatystów jako "największą w 190-letniej historii tej partii". 5 lipca 2024 roku przewodniczący Partii Pracy, Keir Starmer, został mianowany premierem przez króla Karola III w Pałacu Buckingham.

## Polityka międzynarodowa
Polityka zagraniczna Partii Pracy na ogół mieściła się w głównym nurcie doktryny zagranicznej Wielkiej Brytanii. Różnice między konserwatystami a laburzystami polegają na metodach realizacji polityki zagranicznej.
W latach 50. partia promowała koncepcję „trzeciej siły” w układzie międzynarodowym. Koncepcja ta polegała na osiągnięciu niezależności międzynarodowej brytyjskiej dyplomacji, korzystając przy tym z czołowej roli Partii Pracy w ruchu robotniczym. Jak twierdzili laburzyści: „Jedynym możliwym do zaakceptowania rodzajem trzeciej siły jest światowy braterski związek socjalistów, tych, którzy sprawują władzę, i tych, którzy jej nie sprawują, zjednoczonych w ideologicznej opozycji zarówno wobec komunizmu, jak i stosunku do kapitalizmu”. Elementy koncepcji mieściły się do lat 70. w brytyjskiej doktrynie polityki zagranicznej w formule „trzech koncentrycznych kręgów“.
Do polityki trzeciej siły nawiązywała polityka Partii Pracy z lat 60. Opierała się ona na współdziałaniu z krajami Wspólnoty Narodów, „stosunkach specjalnych” z USA, współpracy w ramach NATO i rozwijaniu powiązań z krajami Europy. Rząd Harolda Wilsona rozwijał tę koncepcję według interpretacji zgodnych z ideą pokojowego współistnienia.
Rozpad imperium kolonialnego w latach 60. doprowadził do przetasowań w polityce zagranicznej UK. Już w 1964 roku laburzyści akcentowali ściślejszą więź z Europą, lecz w dalszym zakresie priorytet widzieli w kontrolowanej przez Brytyjczyków Wspólnocie Narodów. W 1966 roku laburzyści deklarowali gotowość przystąpienia UK do Europejskiej Wspólnoty Gospodarczej pod warunkiem zabezpieczenia przez Wspólnotę interesów Wspólnoty Narodów i UK. W 1968 roku Harold Wilson ogłosił plan wycofania się UK z polityki na wschód od Suezu i stopniową eliminację brytyjskiej obecności wojskowej w krajach Zatoki Perskiej i na Dalekim Wschodzie.
Laburzystowska UK wyprzedziła inne kraje Europy Zachodniej w dziedzinie rozwoju kontaktów z blokiem wschodnim. W latach 60. laburzyści deklarowali wolę uczestnictwa w odprężeniu stosunków zimnowojennych i deklarowali utrzymanie pozycji UK jako pierwszego partnera handlowego i gospodarczego państw demokracji ludowej, pod koniec dekady kurs ten uległ osłabieniu.
W latach 70. przeważała orientacja europejska, w manifeście europejskim z 1970 roku laburzyści zapowiedzieli dążenie do zmniejszania napięcia między Zachodem a Wschodem i odpowiedzialną rolę UK w sprawach światowych i europejskich.
W trakcie trwającej wiele lat dyskusji poprzedzającej referendum na temat członkostwa UK we Wspólnocie Europejskiej z 1975 roku w Partii Pracy rozrysowały się głębokie rozbieżności - pojawiło się nawet widmo oderwania się od partii skrzydła proeuropejskiej prawicy na czele z Royem Jenkinsem.
W czasie rządów z okresu 1974-1979 doszło do kolejnych przetasowań. Program został zmodyfikowany w myśl formuły kojarzenia zjawiska „europeizmu” z „atlantyzmem” i „specjalnymi stosunkami” ze Stanami Zjednoczonymi. Partia Pracy opowiedziała się za umocnieniem NATO, która miała określać stosunki na linii Wschód-Zachód. Laburzyści mimo mocnego poparcia dla „atlantyzmu” i NATO przejawili więcej inicjatywy w rozwoju kontaktów z krajami socjalistycznymi niż poprzednie rządy konserwatywne. Polityka premierów Wilsona i Jamesa Callaghana przyczyniła się do hamowania tempa zbrojeń militarnych UK.
W sprawie członkostwa w EWG Partia Pracy zajęła stanowisko kompromisowe, w manifeście wyborczym z 1979 roku Callaghan stwierdził, że partia gotowa jest do współpracy nad umocnieniem relacji UK z Europą, lecz zaznaczył jednocześnie, że niektóre aspekty Wspólnego Rynku wskazują na brak zdrowego rozsądku. Ponadto w manifeście znalazły się akcenty rozbrojeniowe na rzecz odprężenia i poprawy relacji z blokiem wschodnim.
Po przejściu do opozycji na wiosnę 1979 odżyły spory partyjne dotyczące obecności UK w Europie. Radykałowie z lewego skrzydła partii opowiedzieli się za wystąpieniem Wielkiej Brytanii z EWG i powrotem do koncepcji trzeciej siły. Według przedstawiciela partyjnej lewicy, Benna, Partia Pracy musi utrzymywać dobre relacje z USA i ZSRR, a jednocześnie nie może pozwolić na kontrolę ze strony żadnego z tych mocarstw. Prawe skrzydło partii opowiedziało się natomiast za członkostwem w EWG. Zdaniem Shirley Williiams (która jeszcze na początku lat 80. zajmowała stanowisko partyjnej prawicy) EWG stanowi jedyną formację, która jest na tyle silna, by skłonić supermocarstwa do skutecznego i wielostronnego procesu rozbrojenia.
Rozbieżności w sprawach europejskich i polityce zagranicznej stanowiły jeden z czynników, które doprowadziły do rozłamu w Partii Pracy.

## Struktury

### Członkostwo
Do Partii Pracy oprócz członków indywidualnych należą organizacje afiliowane, czyli m.in. związki zawodowe, organizacje zawodowe, stowarzyszenia socjalistyczne, towarzystwa społeczne etc. Dominującą część członków stanowią związkowcy. Przykładowo na konferencji partii w Blackpool w latach 80. z 7206 tysięcy członków reprezentowanych na konferencji aż 6450 należało do partii według zasady członkostwa pośredniego poprzez jeden z 52 afiliowanych związków zawodowych.
Do czasu przyjęcia przez laburzystów elementów programu neoliberalnego silne związki łączyły partię ze związkami zawodowymi. Liczba członków afiliowanych związków zawodowych wzrosła z 2 510 w 1945 do 6 450 w 1980. W tym samym czasie do organizacji stowarzyszonych w 1945 należało 41 tysięcy, a w 1980 było to już 67 tysięcy. W przeciągu tego okresu liczba członków wyniosła kolejno 487 i 588 tysięcy członków. Największy okres rozwoju partii przypadł na czasy Clementa Atlee, gdy partia liczyła aż 908 tysięcy działaczy.
Partia wyróżnia dwa gatunki członkostwa – indywidualne (działające od 1918) i zbiorowe (w tym drugim przewiduje się członkostwo pośrednie). W przypadku członkostwa zbiorowego członkostwo w partii zgłaszają w imieniu członków członkowie zbiorowi. Tak więc do Partii Pracy należy każdy członek związku zawodowego związanego z partią, jeśli tylko nie złożył oświadczenia o braku chęci wstąpienia do partii. Przynależność ta w wielu przypadkach ma charakter czysto mechaniczny i formalny. W okresie walki z Partią Pracy w 1927 roku wprowadzono system odwrotny, który nakazywał członkom związków pragnącym wstąpić do partii złożenie deklaracji w sprawie przynależności. W wyniku tej ustawy liczba członków partii spadła o jedną trzecią (jeden milion działaczy), przywrócenie tegoż systemu w 1946 roku ponownie zwiększyło liczbę członków o jedną trzecią (1,7 miliona).
Na koniec 2018 Partia Pracy miała 518 659 członków i była największą partią polityczną w Wielkiej Brytanii.

### Organizacje partyjne
Od innych partii (w tym socjalistycznych) laburzystów odróżnia struktura wewnątrzpartyjna porównywalna do federacji ugrupowań czy koalicji. Struktura obejmuje formalnie dwa układy: pierwszy z nich to frakcja parlamentarna (PLP), na czele frakcji stoi wybierana corocznie egzekutywa czyli Komitet Parlamentarny. Do komitetu z miejsca wchodzi lider partii, jego zastępca i rzecznik dyscyplinarny frakcji. PLP odgrywa decydującą rolę w określaniu programu i linii politycznej ugrupowania. PLP uznawana jest niekiedy za niezależny od reszty partii organ. Obecnie skład społeczny PLP jest dość zróżnicowany, niegdyś niemal 40% członków frakcji stanowili deputowani wywodzący się z klasy robotniczej. W 1945 roku było to 43%, liczba ta spadła jednak do 1970 roku do 27%, a jednocześnie wzrosła liczba parlamentarzystów wywodzących się z klas wyższych i średniej.
Drugim z układów jest pozaparlamentarny aparat partii. Centralne miejsce w tymże układzie zajmuje Krajowy Komitet Wykonawczy - kieruje on ogółem działań Partii Pracy w sferze pozaparlamentarnej. Komitet Wykonawczy liczy 28 członków, z miejsca wchodzą do niego lider partii, jego zastępca i skarbnik. Szczeble terenowe tworzone są poprzez okręgu wyborcze czyli CLP. Do CLP należą szeregowi działacze partii i organizacji afiliowanych. Na czele okręgu wyborczego partii stoi egzekutywa składająca się z najbardziej wpływowych działaczy w regionie i kierowników największych organizacji afiliowanych. Aparat lokalny podporządkowany jest wymogom wyborczym i kampaniom, w czasie których aktywizuje swoje działanie.
Reprezentację członków partii stanowi wedle statutu Doroczna Konferencja Partii Pracy. W teorii steruje ona działaniami PL, tworzy programy polityczne, kieruje aparatem wykonawczym i podejmuje uchwały obejmujące ogół partii. W Konferencjach udział biorą delegaci wybrani przez okręgi wyborcze i organizacje afiliowane, a z miejsca zasiadają w nich działacze Krajowego KW, parlamentarzyści, kandydaci na parlamentarzystów, członkowie młodzieżówki i sekretarz generalny partii. Konferencja jest niekiedy uznawana za „parlament ruchu laburzystowskiego”.
Lider Partii Pracy jednocześnie sprawuje funkcję prezesa rady ministrów. Dzięki temu pozostaje w dużej mierze niezależny od frakcji parlamentarnej własnej partii.
Niegdyś dochodziło do pewnych zgrzytów między Konferencją a KW, podłoże tego konfliktu związane było z konfliktem między robotniczą większością partii a kierownictwem, zdominowanym przez członków reprezentujących klasy średnie. Zarówno na forum KW jak i Konferencji większość mieli bowiem reprezentanci związków zawodowych.

### Wyborcy i członkowie
Jeszcze w latach 80. partia skupiała ponad 50% elektoratu robotniczego, a w ogóle wyborców Partii Pracy robotnicy stanowili 80%. Jedną czwartą lub jedną trzecią według różnych źródeł stanowią reprezentanci klas średnich.
Do niedawna 50% członków partii stanowili robotnicy, więc ze względu na skład członkowski partię z pewnością zaklasyfikować można było jako partię robotniczą. Od lat istnieje w partii proces spadku udziału parlamentarzystów i ministrów z kręgów robotniczych przy jednoczesnym wzroście tych wywodzących się z klas średnich. Sytuacja ta nie pozostała bez wpływu na przyjęcie przez partię typowego kursu reformistycznego. Jeszcze w latach 40. i przez pewien okres 50. więcej niż połowę laburzystowskich ministrów stanowili robotnicy; w kolejnej dekadzie było to już tylko 35% ogółu, natomiast granicę 60% przekroczyli przedstawiciele klasy średniej, niezmienna pozostała stosunkowo mała liczba ministrów socjalistycznych wywodzących się z arystokracji.
Pochodzenie działaczy związane jest też z ich poglądami - działacze wywodzący się z klasy średniej zazwyczaj są zwolennikami kursu prawicowo-reformistycznego, natomiast ci pochodzący z klasy robotniczej należą do lewicy partyjnej.

### Frakcje
Prawica partyjna opowiadała się zawsze za utrzymaniem kapitalizmu i przekształceniami w stylu „współpracy klasowej”, z kolei lewica często łączyła elementy ocen klasowych z romantycznym radykalizmem pochodzącym z tradycji fabiańskich, niemniej jednak zawsze reprezentowała ona radykalny reformizm więc centrowy, prawicowy nurt w ruchu robotniczym.
Jednym z przejawów podziałów na tle ideologiczno-politycznym w partii jest występowanie w ramach ugrupowania frakcji. Frakcje do pewnego stopnia odznaczają się autonomią - mają własnych przywódców czy organy prasowe. Jak wykazała historia partii, większe tendencje do frakcyjności wykazuje lewica partii. Do współczesnych frakcji należą:
- założona w 1946 roku Grupa „Tribune” reprezentująca lewicę partii; jej liderem historycznie był Ian Mikardo, a czołowymi działaczami pozostawali Anthony Benn, Eric Heffer i Sidney Bidwell;
- w marcu 1975 ukształtowała się centrowa (a w praktyce wiązana z prawicą partii) Grupa Manifestu z Dicksonem Mabonem na czele, w skład której wchodzili Tom Urwin, Ian Wrigglesworth i James Wellbeloved;
- trzecią grupę reprezentuje skrajna prawica socjaldemokratyczna - utworzony w czerwcu 1975 Sojusz Socjaldemokratyczny z Peterem Stephensonem, redaktorem naczelnym pisma „Socialist Commentary”, na czele. Do grona przedstawicieli grupy zaliczani są Reginald Prentice, Roy Jenkins czy Shirley Williams - grupa powstała w opozycji do działań lewicy partyjnej (szczególnie Grupy „Tribune”), wywodzi się głównie z działaczy związkowych, samorządowców i byłych kandydatów do parlamentu.

Historyczną poprzedniczką Grupy „Tribune” są: działająca od 1947 roku Grupa „Równać w lewo” (Keep Left Group), z A. Bevanem, przedstawicielem partyjnej lewicy, na czele. W latach 50. grupę określano jako bevanistów. Od 1950 do 1963 działała Grupa „O zwycięstwo socjalizmu” z K. Zillacusem, I. Mikardo i S. Silvermannem na czele. W 1951 roku prawica partii powołała Związek Socjalistyczny, działający jako stowarzyszenie teoretyków.
Podział na partyjną lewicę i prawicę odzwierciedlają też odrębne organy prasowe. Laburzystowską lewicę popiera tygodnik „Tribune”, miesięcznik „New Left Review” oraz dwumiesięcznik „New Socialist”; poparcie dla prawicy z kolei wyraża miesięcznik „Socialist Commentary” oraz kwartalnik „The Political Quarterly”.

#### Rozłam z 1981
Na ogół w partii nie dochodziło do większych rozłamów, wyjątkiem była sytuacja po wyborach z wiosny 1979 roku, gdy spór między skrzydłami partii doprowadził do rozbicia jedności laburzystów. Konflikt uwidocznił się na konferencji z 25 stycznia 1981 roku, a do secesji doszło 26 marca. Z inicjatywy Davida Owena, Roya Jenkinsa, Shirley Williams i Williama Rodgersa utworzono odrębną partię pod nazwą Partia Socjaldemokratyczna.
Do rozłamu doprowadził spór między lewicą a prawicą partii, kontrowersje w sprawie rozwiązania problemów organizacyjnych partii oraz konflikty na tle kierunków polityki międzynarodowej. Szczególnie ostry konflikt wywiązał się wokół zmian trybu wyboru przewodniczącego, a konkretniej przekazania kompetencji frakcji parlamentarnej w ręce kolegium elektorskiego, oraz zwiększenia wpływów organizacji okręgowych na nominacje kandydatów na parlamentarzystów. Zmiany te zaproponowane zostały przez lewicę partyjną, a ich realizacja mogła osłabić frakcję parlamentarną wewnątrz partii, na co nie chciała zgodzić się prawica. Ostatecznie lewica przeforsowała zmiany w kierunku demokratyzacji życia wewnątrzpartyjnego, w wyniku których lider partii wybierany był przez kolegium elektorskie z udziałem 40% reprezentantów związków zawodowych, 30% parlamentarzystów i 30% delegatów organizacji okręgowych.
Rozłam nie oznaczał, że partia została podzielona na dwie mniej więcej równe części, odeszło „niewielkie, choć wpływowe odgałęzienie”. Jak się okazało wkrótce, Partia Socjaldemokratyczna miała zostać wchłonięta przez partię liberalną.